# Ctenusa rufirena
Ctenusa rufirena là một loài bướm đêm trong họ Noctuidae.